# Cloud9 (киберспортивная организация)
Cloud9 Esports, Inc., (упрощ. Cloud9, C9) — американская профессиональная киберспортивная организация, базирующаяся в Лос-Анджелесе, штат Калифорния. Была образована 4 декабря 2012 года, когда генеральный директор Джек Этьен выкупил состав организации Quantic Gaming по League of Legends. После успеха команды в серии чемпионатов Северной Америки, организация начала расширяться в другие киберспортивные дисциплины. В 2015 году команда по Heroes of the Storm выиграла чемпионат мира, став первым победителем чемпионата. В 2018 году состав по Counter-Strike: Global Offensive выиграл ELEAGUE Major: Boston 2018, и Cloud9 стала первой американской командой, которая выиграла мейджор.

## История

### 2013: Начало
Команда возникла после того, как киберспортивная организация Quantic Gaming выпустила всех своих игроков по дисциплине League of Legends. Впоследствии они образовали свою команду под названием Team NomNom, позже переименовав её в Cloud9. 1 апреля 2013 года Quantic Gaming заново приобрела состав Cloud9. Владелец клуба Симон Будро в какой-то момент перестал платить игрокам зарплату, позже продав её бывшему менеджеру команды Team SoloMid Джеку Этьенну за 15 000 $.

### 2013—2018: Расширение и финансирование
После успехов в League of Legends, Джек Этьенн начал задумываться о расширении организации на другие дисциплины, так возникли составы по Call of Duty, Smite, CS:GO и другим дисциплинам.
В декабря 2013 года появился состав по Smite. В феврале 2014 года Cloud9 создала подразделение Dota 2, подписав бывший состав Speed Gaming. Также были открыты составы по Hearthstone, Counter-Strike: Global Offensive, Heroes of the storm и Halo. Организация распустила своё подразделение Smite в том же году из-за внутренних проблем, незадолго до начала Smite Pro League, но она была вновь открыта в январе 2015 года. В течение 2015 и 2016 годов Cloud9 учредила ещё несколько подразделений, включая Call of Duty, Overwatch. 6 сентября 2016 года организация вошла в состав Cloud9 Esports, Inc.

### С 2018 по настоящее время
В 2018 году, в то время как многие киберспортивные организации сокращали свою деятельность и фокусировались на отдельных играх, Cloud9 добилась международного успеха в Counter-Strike, Rocket League, Overwatch и League of Legends. Джека Этьенна в декабре назвали Shaker of the Year в рамках премии Game Shakers — награды, отмечающей людей, которые оказали значительное влияние на индустрию киберспорта. Cloud9 заключила спонсорские соглашения с брендом Puma, AT&T и BMW — для перечисленных компаний это первые спонсорские контракты в киберспорте. Cloud9 также сформировала подразделение по Apex Legends.
В ноябре 2019 года Riot Games оштрафовала Cloud9 на $175 000 за нарушение правил League of Legends Championship Series из обладания игроками долевых акций. В 2019 году Forbes вновь включил Cloud9 в список самых дорогих киберспортивных организаций мира, наряду с Team SoloMid; оценочная стоимость составляла $400 млн, что на $90 млн больше предыдущего года.
В феврале 2020 года объявили, что Cloud9 вместе с организациями Immortals Gaming Club, New Meta Entertainment, Gen.G Esports, c0ntact Gaming и OverActive Media учредили лигу Flashpoint по Counter-Strike: Global Offensive, первую киберспортивную лигу, управляемую самими командами. В марте Cloud9 вернулась к Dota 2 после перерыва почти в три года. В апреле Cloud9 создала подразделение по Valorant. В октябре команда сформировала первый женский состав по Valorant. В 2020 году Forbes присвоил Cloud9 второе место среди самых дорогостоящих киберспортивных компаний мира с оценочной стоимостью $350 млн, что на 13 % меньше по сравнению с 2019 годом. В мае 2022 года Forbes поместил компанию на пятое место с оценочной стоимостью $380 млн.
6 мая 2024 года Фонд Esports World Cup, финансируемый Суверенным фондом Саудовской Аравии, и организаторы турниров серии Esports World Cup, назвал 30 организаций-клубов, включённых в программу поддержки; Cloud9 оказался в списке. Программа предусматривает единовременную выплату шестизначной суммы для команд, готовых выходить в новые дисциплины, а также ежегодное дополнительное финансирование при условии, что организация будет привлекать аудиторию и повышать вовлечённость.
На The International 2024 в Копенгагене Cloud9 прошла отборочные турниры Западной Европы и лидировала в Группе B, показав результат 5-1 и обеспечив место в верхней сетке плей-офф. После победы над 1win (2-0) в решающем матче, они обыграли Aurora 2-0 в четвертьфинале верхней сетки, прежде чем уступить Team Liquid 0-2. Cloud9 была затем выбита с турнира, заняв 5-6-е место после поражения 0-2 от Team Falcons, заработав примерно US$88 000 призовых.
В феврале 2025 года Cloud9 отказалась от участия в Counter-Strike 2, но вернулась в Rainbow Six Siege. В июне организация опровергла слухи о возможном возвращении в Counter-Strike.

## Counter-Strike

### 2014—2022
Cloud9 вышла на профессиональную сцену Counter-Strike: Global Offensive 1 августа 2014 года, выкупив североамериканский состав compLexity Gaming.
28 января 2018 года Cloud9 выиграли ELEAGUE Major: Boston 2018, встретившись с FaZe в финале. Cloud9 стала первой североамериканской командой, выигравшей мейджор.
|                           | Ник             | Полное имя      |
| Основной состав           | Основной состав | Основной состав |
| ------------------------- | --------------- | --------------- |
| Соединённые Штаты Америки | tarik           | Тарик Целик     |
| Соединённые Штаты Америки | autimatic       | Тимоти Та       |
| Соединённые Штаты Америки | RUSH            | Уилл Вирзба     |
| Соединённые Штаты Америки | Skadoodle       | Тайлер Лэтем    |
| Соединённые Штаты Америки | Stewie2K        | Джейк Йип       |

26 марта 2021 года Cloud9 распустили состав по Counter-Strike: Global Offensive.

### С 2022 по настоящее время
24 апреля 2022 года Cloud9 вернулись в CS:GO, выкупив состав Gambit Esports. В новый состав вошли sh1ro, interz, Ax1Le, nafany и Hobbit, а также весь тренерский состав команды и менеджер — groove, F_1N и Sweetypotz. Сумма трансфера составила 1 000 000$.
Первым турниром для нового состава стал PGL Major Antwerp 2022, на котором команда выступила неудачно и заняла 12—14 место, уступив Ninjas in Pyjamas, FaZe и Imperial. Уже на втором турнире коллектив добился успеха, заняв первое место на IEM Dallas 2022 и заработав 100 000$. Тогда Cloud9 обыграли в финале ENCE со счетом 3:0. MVP данного турнира получил Ax1Le. После триумфа команда выступила на ещё нескольких турнирах, но повторить успех не удалось. На Roobet Cup команда уступила BIG 0:2 и заняла 3—4 место, а на IEM Cologne и вовсе провалилась, не выйдя из группы после поражений от Liquid и Astralis и заняв 9—12 место. После этого последовал неплохой результат на ESL Pro League: Season 16, где уже в полуфинале Cloud9 снова уступили Liquid — 1:2. На RMR-квалификации к IEM Rio Major 2022 команда заняла 5 место и попала в Challengers Stage турнира (в решающем матче за место в Legends Stage победу одержали Spirit). Последним турниром в 2022 году для команды стал IEM Rio Major 2022. На нем команда сначала сумела пройти в Legends Stage, отыгравшись со статистики 0-2 после поражений от fnatic и Grayhound, а затем и в Champions Stage благодаря победам над FaZe, Natus Vincere и Heroic. В четвертьфинале Cloud9 сенсационно уступили MOUZ 1:2 и покинули турнир на 5—8 месте.
По итогам 2022 года, двое игроков Cloud9 попали в двадцатку лучших игроков года по версии портала HLTV.org: sh1ro занял третье место, Ax1Le — четвёртое.
18 января 2023 года стало известно о замене Тимофея «interz» Якушина на Тимура «buster» Тулепова.
14 июля состав покидают Тимур «buster» Тулепов и Владислав «nafany» Горшков, их места заняли Денис «electroNic» Шарипов и Илья «Perfecto» Залуцкий.
26 октября sh1ro покинул состав Cloud9, и 2 ноября на его место был взят Кирилл «Boombl4» Михайлов.
В 2024 году Cloud9 прошли на мейджор PGL CS2 Major Copenhagen 2024, заняв первое место в отборочном турнире European RMR B. На турнире Cloud9 прошли в плей-офф, где проиграли Team Vitality в четвертьфинале со счётом 0:2. После мейджора состав покинул electroNic, присоединившись к Virtus.pro, а Perfecto и HObbit были переведены в запас.
11 июля 2024 года к команде присоединились Тимофей «interz» Якушин, Кайсар «ICY» Файзнуров, Никита «HeavyGod» Мартыненко. Новый состав просуществовал полгода: в декабре ICY ушел в Virtus.pro, в январе Boombl4 и Ax1Le ушли в BetBoom, HeavyGod был выкуплен G2 Esports, а interz стал свободным агентом.
15 февраля 2025 года организация объявила о временном уходе из Counter-Strike 2.

#### Достижения
| Место | Турнир                                | Место проведения       | Дата                    | Призовые  |
| 2014  | 2014                                  | 2014                   | 2014                    | 2014      |
| ----- | ------------------------------------- | ---------------------- | ----------------------- | --------- |
| 5—8   | ESL One Cologne 2014                  | Кёльн                  | 14—17 августа           | 10 000 $  |
| 9—12  | DreamHack Winter 2014                 | Йёнчёпинг              | 27—29 ноября            | 2000 $    |
| 2015  |                                       |                        |                         |           |
| 9—12  | ESL One Katowice 2015                 | Катовице               | 12—15 марта             | 2000 $    |
| 2     | ESL ESEA Pro League Season 1 Finals   | Кёльн                  | 2—5 июля                | 60 000 $  |
| 2     | ESWC 2015                             | Монреаль               | 10—12 июля              | 15 000 $  |
| 9—12  | ESL One Cologne 2015                  | Кёльн                  | 20—23 августа           | 2000 $    |
| 9—12  | DreamHack Open Cluj-Napoca 2015       | Клуж-Напока            | 28 октября — 1 ноября   | 2000 $    |
| 2016  |                                       |                        |                         |           |
| 13—16 | MLG Major Championship: Columbus 2016 | Колумбус (Огайо)       | 29 марта — 3 апреля     | 8750 $    |
| 1     | ESL Pro League Season 4 Finals        | Сан-Паулу              | 26—30 октября           | 200 000 $ |
| 2017  |                                       |                        |                         |           |
| 3—4   | ECS Season 3 Finals                   | Лондон                 | 23—25 июня              | 65 000 $  |
| 2     | ESL One Cologne 2017                  | Кёльн                  | 4—9 июля                | 40 342 $  |
| 9—11  | PGL Major Kraków 2017                 | Краков                 | 16—23 июля              | 8750 $    |
| 3—4   | ELEAGUE CS:GO Premier 2017            | Атланта                | 8 сентября — 13 октября | 70 000 $  |
| 3—4   | ESL One New York 2017                 | Нью-Йорк               | 15—17 сентября          | 25 091 $  |
| 1     | DreamHack Open Denver 2017            | Денвер                 | 20—22 октября           | 50 000 $  |
| 1     | iBUYPOWER Masters 2017                | Санта-Ана (Калифорния) | 11—12 ноября            | 50 000 $  |
| 2018  |                                       |                        |                         |           |
| 1     | ELEAGUE Major: Boston 2018            | Бостон                 | 19—28 января            | 500 000 $ |
| 2     | cs_summit 2                           | Лос-Анджелес           | 8—11 февраля            | 33 750 $  |
| 12—14 | FACEIT Major: London 2018             | Лондон                 | 12—23 сентября          | 8750 $    |
| 2019  |                                       |                        |                         |           |
| 2     | ELEAGUE CS:GO Invitational 2019       | Атланта                | 25—27 января            | 40 000 $  |
| 9—11  | IEM Katowice 2019                     | Катовице               | 20 февраля — 3 марта    | 8750 $    |
| 2022  |                                       |                        |                         |           |
| 12—14 | PGL Major Antwerp 2022                | Антверпен              | 14—22 мая               | 8750 $    |
| 1     | IEM Dallas 2022                       | Даллас                 | 30 мая — 5 июня         | 100 000 $ |
| 3—4   | ESL Pro League Season 16              | Мальта                 | 31 августа — 2 октября  | 55 000 $  |
| 5—8   | IEM Rio Major 2022                    | Рио-де-Жанейро         | 5—13 ноября             | 45 000 $  |
| 2023  |                                       |                        |                         |           |
| 1     | BetBoom Playlist. Urbanistic          | Онлайн                 | 20 февраля — 4 апреля   | 165 000 $ |
| 2     | ESL Pro League Season 17              | Мальта                 | 22 февраля — 26 марта   | 90 000 $  |
| 1     | Brazy Party                           | Онлайн                 | 26 апреля — 3 мая       | 133 000 $ |
| 3—4   | Thunderpick World Championship 2023   | Онлайн                 | 27 октября — 5 ноября   | 50 000 $  |
| 3—4   | BLAST Premier Fall Final 2023         | Копенгаген             | 22—26 ноября            | 40 000 $  |
| 2024  |                                       |                        |                         |           |
| 5—8   | PGL Major Copenhagen 2024             | Копенгаген             | 21—31 марта             | 45 000 $  |
| 20—22 | Perfect World Shanghai Major 2024     | Шанхай                 | 30 ноября — 15 декабря  | 10 000 $  |

## Остальные подразделения

### League of Legends
Команда по League of Legends была официально создана в 2013 году после того, как Джек Этьен купил контракты всех игроков Quantic Gaming.
25 ноября 2022 Cloud9 представила обновленный состав: к команде присоединился Дмитрий «Diplex» Пономарёв. Главным тренером стал Альфонсо «mithy» Агирре Родригес, работавший в организации ранее.
| Страна                | Ник             | Полное имя               | Роль               | Присоединился   |
| Основной состав       | Основной состав | Основной состав          | Основной состав    | Основной состав |
| --------------------- | --------------- | ------------------------ | ------------------ | --------------- |
| Флаг Австралии        | Fudge           | Ибрагим Аллами           | Верхняя линия      | 11 мая 2022     |
| Флаг США              | Blaber          | Роберт Хуан              | Лесник             | 29 ноября 2019  |
| Флаг Германии         | Diplex          | Дмитрий Пономарёв        | Центральная линия  | 24 ноября 2022  |
| Флаг Республики Корея | Berserker       | Ким Мин Чхоль            | Нижняя линия       | 20 ноября 2021  |
| Флаг Дании            | Zven            | Йеспер Свеннингсен       | Поддержка          | 11 мая 2022     |
| Тренеры               |                 |                          |                    |                 |
| Флаг Испании          | mithy           | Альфонсо Агирре Родригес | Главный тренер     | 24 ноября 2022  |
| Флаг Канады           | Tails           | Цзысин Цзе               | Тренер             | 24 ноября 2022  |
| Флаг Норвегии         | Veigarv2        | Мариус Ауне              | Помощник тренера   | 25 ноября 2022  |
| Флаг Польши           | Selfie          | Марцин Вольски           | Тренер по позициям | 25 ноября 2022  |

### Fortnite

#### Cloud9 Korea
6 июня 2018 года Cloud9 официально объявила состав по Fortnite, в который вошли четыре игрока из Южной Кореи.
| Страна                | Ник             | Полное имя      | Присоединился   |
| Основной состав       | Основной состав | Основной состав | Основной состав |
| --------------------- | --------------- | --------------- | --------------- |
| Флаг Республики Корея | Trona           | Чой Джун Хен    | 6 июня 2018     |
| Флаг Республики Корея | Noah            | Чой Тэ Юнь      | 6 июня 2018     |
| Флаг Республики Корея | GANJi           | Ким Сун Мин     | 6 июня 2018     |
| Флаг Республики Корея | Duty            | Луна Сан Хо     | 6 июня 2018     |

### Hearthstone
В июне 2014 года Cloud9 объявили об открытии состава по Hearthstone.
| Страна                | Ник             | Полное имя      | Присоединился   |
| Основной состав       | Основной состав | Основной состав | Основной состав |
| --------------------- | --------------- | --------------- | --------------- |
| Флаг Украины          | Kolento         | Александр Мальш | 1 июля 2014     |
| Флаг Республики Корея | DDaHyoNi        | Санхен Бэк      | 6 мая 2016      |
| Флаг Республики Корея | Flurry          | Хен Су Чо       | 3 декабря 2018  |
| Флаг Республики Корея | LookSam         | Чжин Хе Ким     | 3 декабря 2018  |
| Флаг Республики Корея | DawN            | Хен Чжэ Чжан    | 3 декабря 2018  |
| Флаг США              | TidesofTime     | Эндрю Биссенер  | 30 октября 2014 |

### Dota 2
В июле 2024 года, Cloud9 объявили о подписании состава Entity.
После The International 2024, где команда заняла 5-6 место, команду покинули Kataomi и watson.
|                 | Ник             | Полное имя       | Роль             | Присоединился   |
| Основной состав | Основной состав | Основной состав  | Основной состав  | Основной состав |
| --------------- | --------------- | ---------------- | ---------------- | --------------- |
| Флаг Украины    | No[o]ne-        | Владимир Миненко | Керри            | 21 июля 2024    |
|                 | Вакантно        |                  | Мидер            |                 |
| Россия          | DM              | Дмитрий Дорохин  | Оффлейнер        | 21 июля 2024    |
|                 | Вакантно        |                  | Поддержка        |                 |
| Флаг Беларуси   | Fishman         | Дмитрий Палищук  | Полная поддержка | 21 июля 2024    |
| Тренеры         |                 |                  |                  |                 |
| Бразилия        | Astini          | Филипе Астини    | Тренер           | 21 июля 2024    |